# Egipto en los Juegos Paralímpicos de Seúl 1988
Egipto estuvo representado en los Juegos Paralímpicos de Seúl 1988 por un total de 46 deportistas, 45 hombres y una mujer.

## Medallistas
El equipo paralímpico egipcio obtuvo las siguientes medallas:
| Nombre | Deporte      | Evento                     |
| --- | ------------ | -------------------------- |
| Oro |              |                            |
| Mohamed Abdulá Mohamed                                                                                                 | Atletismo    | Disco 5 masculino          |
| Plata |              |                            |
| Mohamed Abdulá Mohamed                                                                                                 | Atletismo    | Peso 5 masculino           |
| Goma G. Ahmed | Halterofilia | –51 kg masculino           |
| Gaed Moh Abdel Ha | Halterofilia | –65 kg masculino           |
| Bronce |              |                            |
| Bejit Gad Ahmed Mamud Abouzeid Husein Mohamed Ahmed Ahmed Mohamed Awin El-Said Mohamed El-Said Mohamed Mohamed Sherief | Golbol       | Torneo masculino           |
| Ashraf Marei | Natación     | 25 m mariposa 1B masculino |
| Al-Mutasem Hali Heyazi                                                                                                 | Natación     | 75 m estilos 1A masculino  |